# Tuyến U
Đường sắt nhẹ Uijeongbu (Tiếng Hàn: 의정부 경전철) hay Tuyến Uijeongbu (Tuyến U) là tuyến đường sắt hạng nhẹ (LRT)  hoặc tàu điện ngầm hạng nhẹ (MCS) hoàn toàn tự động, không có người lái ở Uijeongbu, vùng Thủ đô Seoul, Hàn Quốc.  Tuyến sử dụng các đoàn tàu Véhicule Automatique Léger (VAL) do Siemens Mobility chế tạo. Hệ thống này rất giống với tàu điện ngầm Toulouse, tàu điện ngầm Lille và tàu điện ngầm Rennes ở Pháp.
Tuyến dài 11,2 km (7,0 mi) chạy trên cao  chuyển tuyến đến Tuyến 1 tại Ga Hoeryong. Các chuyến có giá 1.550 won. Trong giờ cao điểm cứ 3 phút rưỡi sẽ có một chuyến và các chuyến tàu đến sau 6 đến 10 phút trong tất cả các khung giờ khác. Các chuyến tàu hoạt động 19,5 giờ một ngày, từ 5 giờ sáng đến 12 giờ 30 phút đêm. Di chuyển từ ga Balgok đến ga Tapseok sẽ mất 19 phút và 54 giây. Giai đoạn 2 của tuyến được lên kế hoạch.

## Lịch sử
- Tháng 12 năm 1995 - Lên kế hoạch

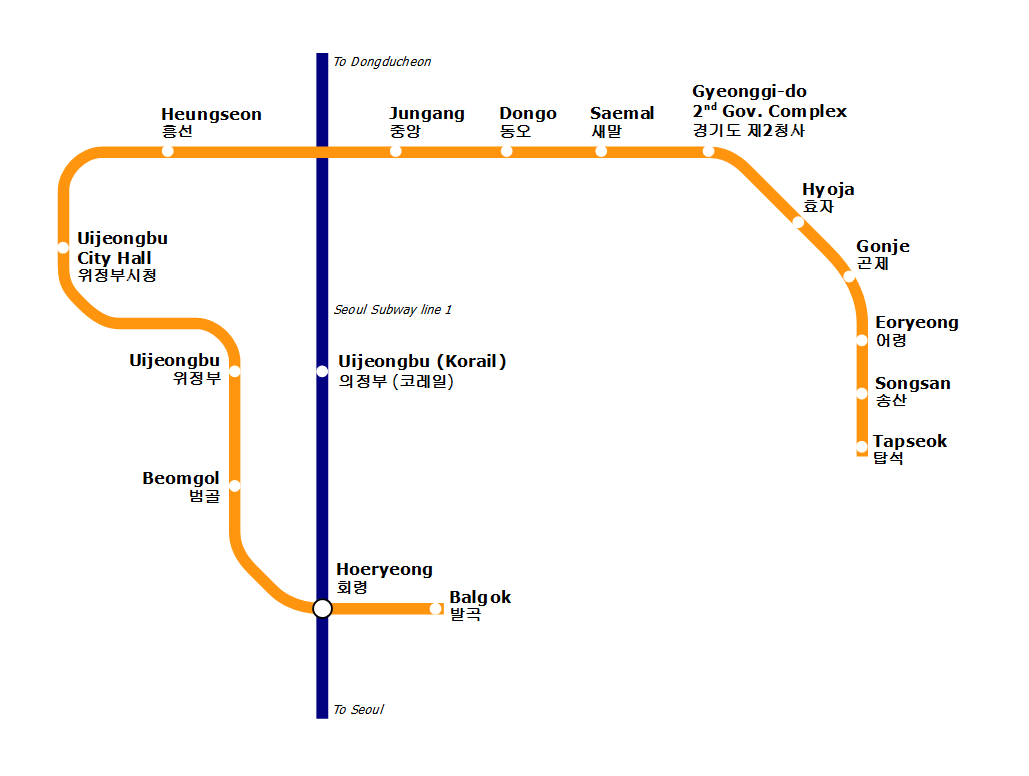
Bản đồ tuyến U

- Tháng 8 năm 2004 - GS Construction Consortium được chọn
- Tháng 10 năm 2005 - Công ty điều hành được thành lập
- Tháng 7 năm 2007 - Khởi công xây dựng
- Tháng 8 năm 2007  - Bắt đầu xây dựng hoàn chỉnh
- Mùa hè 2011 - Tất cả các đường ray đã được đặt
- Mùa thu 2011 - Tín hiệu hoàn thành công việc
- Tháng 2 đến tháng 6 năm 2012 - Kiểm tra hệ thống
- Ngày 29–30 tháng 6 năm 2012 - Vận hành miễn phí trước khi mở cửa chính thức [4]

- Ngày 1 tháng 7 năm 2012 - Bắt đầu thu phí[7]
- Ngày 6 tháng 12 năm 2014 - Thống nhất giá vé cho phép chuyển sang các tuyến tàu và tuyến xe buýt khác. Giá vé bắt đầu từ 1.350, với một khoản phụ phí cố định 300 won nếu chuyển từ Tuyến 1.[8]

## Giá vé
Tuyến U được kết nối với hệ thống Tàu điện ngầm Thủ đô Seoul và cho phép thanh toán qua thẻ thông minh T-money . Nó cho phép chuyển sang các tuyến khác và xe buýt kể từ ngày 6 tháng 12 năm 2014. Có giảm giá cho trẻ em và miễn phí cho những người trên 65 tuổi.

## Bản đồ tuyến
|  |

|  |

|  |  |  |

|  |  |  |  |  |

|  |  |  |  |  |

|  |  |  |  |  |  |  |

|  |  |  |  |  |

|  |  |  |  |  |  |  |

|  |  |  |  |  |

|  |  |  |  |  |

|  |  |  |  |  |

|  |  |  |  |  |

|  |  |  |  |  |

|  |  |  |  |  |

|  |  |  |  |  |

|  |

|  |  |  |

|  |  |  |

|  |  |  |

|  |  |  |

|  |  |  |

|  |  |  |

|  |  |  |

|  |  |  |

|  |  |  |

|  |  |  |

|  |  |  |

|  |  |  |

|  |

|  |

|  |

|  |

|  |

|  |  |  |

|  |  |  |  |  |

|  |  |  |  |  |

|  |  |  |  |  |  |  |

|  |  |  |  |  |

|  |  |  |  |  |  |  |

|  |  |  |  |  |

|  |  |  |  |  |

|  |  |  |  |  |

|  |  |  |  |  |

|  |  |  |  |  |

|  |  |  |  |  |

|  |  |  |  |  |

|  |

|  |  |  |

|  |  |  |

|  |  |  |

|  |  |  |

|  |  |  |

|  |  |  |

|  |  |  |

|  |  |  |

|  |  |  |

|  |  |  |

|  |  |  |

|  |  |  |

|  |

|  |

|  |

## Ga
Không có ga nào được đánh số U116.
| Số ga | Tên ga                                  | Tên ga            | Tên ga            | Chuyển tuyến | Khoảng cách | Tổng khoảng cách | Vị trí      | Vị trí       |
| Số ga | Tiếng Anh                               | Hangul            | Hanja             | Chuyển tuyến | Khoảng cách | Tổng khoảng cách | Vị trí      | Vị trí       |
| ----- | --------------------------------------- | ----------------- | ----------------- | ------------ | ----------- | ---------------- | ----------- | ------------ |
| U110  | Balgok                                  | 발곡              | 鉢谷              |              | 0.0         | 0.0              | Gyeonggi-do | Uijeongbu-si |
| U111  | Hoeryong                                | 회룡              | 回龍              | (111)        | 0.8         | 0.8              | Gyeonggi-do | Uijeongbu-si |
| U112  | Beomgol                                 | 범골              | 범골              |              | 0.6         | 1.4              | Gyeonggi-do | Uijeongbu-si |
| U113  | LRT Uijeongbu                           | 의정부            | 議政府            |              | 1.0         | 2.4              | Gyeonggi-do | Uijeongbu-si |
| U114  | Tòa thị chính Uijeongbu                 | 의정부시청        | 議政府市廳        |              | 0.9         | 3.3              | Gyeonggi-do | Uijeongbu-si |
| U115  | Heungseon                               | 흥선              | 興宣              |              | 0.6         | 3.9              | Gyeonggi-do | Uijeongbu-si |
| U117  | Uijeongbu Jungang                       | 의정부중앙        | 議政府中央        |              | 1.1         | 5.0              | Gyeonggi-do | Uijeongbu-si |
| U118  | Dong-o                                  | 동오              | 東梧              |              | 0.7         | 5.7              | Gyeonggi-do | Uijeongbu-si |
| U119  | Sae-mal                                 | 새말              | 새말              |              | 0.8         | 6.5              | Gyeonggi-do | Uijeongbu-si |
| U120  | Văn phòng chính quyền phía Bắc Gyeonggi | 경기도청 북부청사 | 京畿道廳 北部廳舍 |              | 0.6         | 7.2              | Gyeonggi-do | Uijeongbu-si |
| U121  | Hyoja                                   | 효자              | 孝子              |              | 0.6         | 7.8              | Gyeonggi-do | Uijeongbu-si |
| U122  | Gonjae                                  | 곤제              | 昆弟              |              | 0.8         | 8.6              | Gyeonggi-do | Uijeongbu-si |
| U123  | Eoryong                                 | 어룡              | 魚龍              |              | 0.9         | 9.5              | Gyeonggi-do | Uijeongbu-si |
| U124  | Songsan                                 | 송산              | 松山              |              | 0.6         | 10.1             | Gyeonggi-do | Uijeongbu-si |
| U125  | Tapseok                                 | 탑석              | 塔石              |              | 0.5         | 10.6             | Gyeonggi-do | Uijeongbu-si |